# Tomas Overhof
Tomas Overhof (Geleen, 4 juli 1994) is een Nederlands voormalig voetballer die doorgaans speelde als middenvelder. Tussen 2013 en 2021 was hij actief voor Fortuna Sittard, EVV Echt, VV UNA en opnieuw EVV Echt.

## Clubcarrière
Overhof speelde in de jeugd van VV Caesar en later maakte hij de overstap naar de opleiding van Fortuna Sittard. Bij die club sloot hij zich in 2013 aan bij het eerste elftal, maar zijn eerste seizoen bleef nog zonder optredens. De middenvelder debuteerde op 22 augustus 2014, toen met 5–1 verloren werd op bezoek bij N.E.C.. Overhof mocht in de tweede helft invallen voor Seku Conneh. In het seizoen 2014/15 speelde de middenvelder zeventien wedstrijden, waarin hij tot één treffer kwam. Na dit jaar liet Fortuna hem gaan en hij tekende bij EVV Echt. Na een jaar werd VV UNA zijn nieuwe club. In januari 2020 keerde Overhof terug naar EVV Echt, om een jaar later te vertrekken en op zevenentwintigjarige leeftijd een punt achter zijn actieve loopbaan te zetten.

## Clubstatistieken
| Seizoen | Club            | Competitie     | Competitie | Competitie | Beker | Beker | Internationaal | Internationaal | Totaal | Totaal |
| Seizoen | Club            | Competitie     | Wed.       | Dlp.       | Wed.  | Dlp.  | Wed.           | Dlp.           | Wed.   | Dlp.   |
| ------- | --------------- | -------------- | ---------- | ---------- | ----- | ----- | -------------- | -------------- | ------ | ------ |
| 2014/15 | Fortuna Sittard | Eerste divisie | 17         | 1          | 0     | 0     | —              | —              | 17     | 1      |
| Totaal  | Totaal          | Totaal         | 17         | 1          | 0     | 0     | 0              | 0              | 17     | 1      |